# Profondo come il mare
Profondo come il mare (The Deep Blue Sea) è un film del 1955 diretto da Anatole Litvak.
La pellicola è tratta dal dramma Il profondo mare azzurro di Terence Rattigan, che ha riadattato personalmente il proprio copione nella sceneggiatura del film.

## Trama
Hester conosce un ex pilota della RAF e per lui abbandona il marito e la sua vita di donna borghese apprezzata da tutti.